# Steve Miller
Steve Miller (Milwaukee, Wisconsin, 5 de outubro de 1943) é um cantor e guitarrista de blues e rock. Ele foi o fundador, vocalista e guitarrista da Steve Miller Band. Miller entrou para o Hall da Fama do Rock and Roll em 2016.